# Ogcodes nigripes
Ogcodes nigripes är en tvåvingeart som först beskrevs av Zetterstedt 1838.  Ogcodes nigripes ingår i släktet Ogcodes och familjen kulflugor. Arten är reproducerande i Sverige. Inga underarter finns listade i Catalogue of Life.